# Дендрарий Хойт
Дендрарий Хойт (англ. Hoyt Arboterum) — дендрарий в Портленде (США, штат Орегон). Расположен на территории парка Вашингтон рядом с Орегонским зоопарком и Международным опытным розарием. Официальный адрес дендрария — 4000 SW Fairview Blvd . Дендрарий назван в честь Ральфа Уоррена Хойта (англ. Ralph Warren Hoyt, 1864—1931), внёсшего важный вклад в дело основания дендрария.
Дендрарий был основан в 1928 году на территории, приобретённой городом в 1922 году. Площадь дендрария составляет 187 акров (75,7 га). По территории дендрария проложены тропы общей протяжённостью 12 миль (19 км).
Коллекция дендрария составляет более восьми тысяч растений (деревьев и кустарников), принадлежащих к более чем тысячи различным видам.